# Дас
Дас (кат. Das, вимова літературною каталанською [das]) - муніципалітет, розташований в Автономній області Каталонія, в Іспанії. Код муніципалітету за номенклатурою Інституту статистики Каталонії - 170617. Знаходиться у районі (кумарці) Башя-Сарданья (коди району - 15 та CD) провінції Жирона, згідно з новою адміністративною реформою перебуватиме у складі баґарії (округи) Ал-Пірінеу і Баль-д'Аран. 

## Назва муніципалітету
Назва муніципалітету є доримською. Перша зафіксована назва муніципалітету в письмових джерелах - Adaç (у 839 р.) та Adàs.

## Населення
Населення міста (у 2007 р.) становить 214 осіб (з них менше 14 років - 15,9%, від 15 до 64 - 67,8%, понад 65 років - 16,4%). У 2006 р. народжуваність склала 0 осіб, смертність - 1 особа, зареєстровано 0 шлюбів. У 2001 р. активне населення становило 78 осіб, з них безробітних - 0 осіб.

Серед осіб, які проживали на території міста у 2001 р., 141 народилися в Каталонії (з них 75 осіб у тому самому районі, або кумарці), 9 осіб приїхало з інших областей Іспанії, а 1 особа приїхала з-за кордону. 

Вищу освіту має 20,3% усього населення. 

У 2001 р. нараховувалося 56 домогосподарств (з них 39,3% складалися з однієї особи, 14,3% з двох осіб,14,3% з 3 осіб, 17,9% з 4 осіб, 7,1% з 5 осіб, 3,6% з 6 осіб, 1,8% з 7 осіб, 0,0% з 8 осіб і 1,8% з 9 і більше осіб).

Активне населення міста у 2001 р. працювало у таких сферах діяльності : у сільському господарстві - 28,2%, у промисловості - 6,4%, на будівництві - 14,1% і у сфері обслуговування - 51,3%. 

 У муніципалітеті або у власному районі (кумарці) працює 41 особа, поза районом - 47 осіб.

### Безробіття
У 2007 р. нараховувалося 0 безробітних (у 2006 р. - 0 безробітних), з них чоловіки складали *%, а жінки - *%.

## Економіка

### Підприємства міста

#### Промислові підприємства
| \| Промислові підприємства міста, за сферою діяльності \| Промислові підприємства міста, за сферою діяльності \| Промислові підприємства міста, за сферою діяльності \| \| Рік \| 2002 р. \| 2001 р. \| \| --------------------------------------------------- \| --------------------------------------------------- \| --------------------------------------------------- \| \| Енергетичні та водні ресурси \| 0,0% \| 0,0% \| \| Хімія та метали \| 0,0% \| 0,0% \| \| Переробка металів \| 0,0% \| 0,0% \| \| Продукти харчування \| 0,0% \| 0,0% \| \| Текстиль \| 0,0% \| 0,0% \| \| Виробництво меблів, видання \| 100,0% \| 100,0% \| \| Інше \| 0,0% \| 0,0% \| \| Усього підприємств \| 1 \| 1 \| |         |         |
| Промислові підприємства міста, за сферою діяльності |         |         |
| Рік | 2002 р. | 2001 р. |
| Енергетичні та водні ресурси | 0,0%    | 0,0%    |
| Хімія та метали | 0,0%    | 0,0%    |
| Переробка металів | 0,0%    | 0,0%    |
| Продукти харчування | 0,0%    | 0,0%    |
| Текстиль | 0,0%    | 0,0%    |
| Виробництво меблів, видання | 100,0%  | 100,0%  |
| Інше | 0,0%    | 0,0%    |
| Усього підприємств | 1       | 1       |

#### Роздрібна торгівля
| \| Підприємства роздрібної торгівлі міста, за сферою діяльності \| Підприємства роздрібної торгівлі міста, за сферою діяльності \| Підприємства роздрібної торгівлі міста, за сферою діяльності \| \| Рік \| 2002 р. \| 2001 р. \| \| ------------------------------------------------------------ \| ------------------------------------------------------------ \| ------------------------------------------------------------ \| \| Продукти харчування \| 100,0% \| 100,0% \| \| Одяг та взуття \| 0,0% \| 0,0% \| \| Товари для дому \| 0,0% \| 0,0% \| \| Книги та періодичні видання \| 0,0% \| 0,0% \| \| Промислова хімічна продукція \| 0,0% \| 0,0% \| \| Продукція, пов'язана з транспортними засобами \| 0,0% \| 0,0% \| \| Інше \| 0,0% \| 0,0% \| \| Усього підприємств \| 1 \| 1 \| |         |         |
| Підприємства роздрібної торгівлі міста, за сферою діяльності |         |         |
| Рік | 2002 р. | 2001 р. |
| Продукти харчування | 100,0%  | 100,0%  |
| Одяг та взуття | 0,0%    | 0,0%    |
| Товари для дому | 0,0%    | 0,0%    |
| Книги та періодичні видання | 0,0%    | 0,0%    |
| Промислова хімічна продукція | 0,0%    | 0,0%    |
| Продукція, пов'язана з транспортними засобами | 0,0%    | 0,0%    |
| Інше | 0,0%    | 0,0%    |
| Усього підприємств | 1       | 1       |

#### Сфера послуг
| \| Підприємства міста, що працюють у сфері послуг, за діяльністю \| Підприємства міста, що працюють у сфері послуг, за діяльністю \| Підприємства міста, що працюють у сфері послуг, за діяльністю \| \| Рік \| 2002 р. \| 2001 р. \| \| ------------------------------------------------------------- \| ------------------------------------------------------------- \| ------------------------------------------------------------- \| \| Гуртова торгівля \| 0,0% \| 0,0% \| \| Готелі та готельний бізнес \| 33,3% \| 27,3% \| \| Транспорт та зв'язок \| 13,3% \| 18,2% \| \| Посередницькі фінансові послуги \| 0,0% \| 0,0% \| \| Послуги підприємствам \| 13,3% \| 0,0% \| \| Послуги фізичним особам \| 26,7% \| 36,4% \| \| Нерухомість та ін. \| 13,3% \| 18,2% \| \| Усього підприємств \| 15 \| 11 \| |         |         |
| Підприємства міста, що працюють у сфері послуг, за діяльністю |         |         |
| Рік | 2002 р. | 2001 р. |
| Гуртова торгівля | 0,0%    | 0,0%    |
| Готелі та готельний бізнес | 33,3%   | 27,3%   |
| Транспорт та зв'язок | 13,3%   | 18,2%   |
| Посередницькі фінансові послуги | 0,0%    | 0,0%    |
| Послуги підприємствам | 13,3%   | 0,0%    |
| Послуги фізичним особам | 26,7%   | 36,4%   |
| Нерухомість та ін. | 13,3%   | 18,2%   |
| Усього підприємств | 15      | 11      |

## Житловий фонд
У 2001 р. 1,8% усіх родин (домогосподарств) мали житло метражем до 59 м2, 23,2% - від 60 до 89 м2, 10,7% - від 90 до 119 м2 і
64,3% - понад 120 м2.

З усіх будівель у 2001 р. 4,8% було одноповерховими, 49,2% - двоповерховими, 43,4
% - триповерховими, 2,6% - чотириповерховими, 0,0% - п'ятиповерховими, 0,0% - шестиповерховими,
0,0% - семиповерховими, 0,0% - з вісьмома та більше поверхами.

## Автопарк
| \| Автомобілі, зареєстровані у місті, за призначенням \| Автомобілі, зареєстровані у місті, за призначенням \| Автомобілі, зареєстровані у місті, за призначенням \| \| Рік \| 2006 р. \| 2005 р. \| \| -------------------------------------------------- \| -------------------------------------------------- \| -------------------------------------------------- \| \| Приватні автомобілі \| 56,7% \| 59,3% \| \| Мотоцикли \| 10,7% \| 10,5% \| \| Вантажівки \| 27,3% \| 25,6% \| \| Трактори \| 0,0% \| 0,0% \| \| Автобуси та ін. \| 5,3% \| 4,7% \| \| Усього автомобілів \| 187 шт. \| 172 шт. \| |         |         |
| Автомобілі, зареєстровані у місті, за призначенням |         |         |
| Рік | 2006 р. | 2005 р. |
| Приватні автомобілі | 56,7%   | 59,3%   |
| Мотоцикли | 10,7%   | 10,5%   |
| Вантажівки | 27,3%   | 25,6%   |
| Трактори | 0,0%    | 0,0%    |
| Автобуси та ін. | 5,3%    | 4,7%    |
| Усього автомобілів | 187 шт. | 172 шт. |

## Вживання каталанської мови
У 2001 р. каталанську мову у місті розуміли 99,3% усього населення (у 1996 р. - 99,3%), вміли говорити нею 96,7% (у 1996 р. - 
95,8%), вміли читати 96,7% (у 1996 р. - 93,7%), вміли писати 70,0
% (у 1996 р. - 49,7%). Не розуміли каталанської мови 0,7%.

## Політичні уподобання
У виборах до Парламенту Каталонії у 2006 р. взяло участь 101 особа (у 2003 р. - 105 осіб). Голоси за політичні сили розподілилися таким чином:
| \| Вибори до Парламенту Каталонії \| Вибори до Парламенту Каталонії \| Вибори до Парламенту Каталонії \| \| Рік \| 2006 р. \| 2003 р. \| \| -------------------------------------- \| ------------------------------ \| ------------------------------ \| \| Конвергенція та Єднання (CiU) \| 46,5% \| 48,6% \| \| Соціалістична партія Каталонії (PSC) \| 2,0% \| 3,8% \| \| Народна партія (PP) \| 5,9% \| 5,7% \| \| Ініціатива за Каталонію — Зелені (ICV) \| 9,9% \| 4,8% \| \| Республіканська лівиця Каталонії (ERC) \| 34,7% \| 36,2% \| \| Громадяни — Громадянська партія (C's) \| 0,0% \| 0,0% \| \| Інші \| 1,0% \| 1,0% \| |         |         |
| Вибори до Парламенту Каталонії |         |         |
| Рік | 2006 р. | 2003 р. |
| Конвергенція та Єднання (CiU) | 46,5%   | 48,6%   |
| Соціалістична партія Каталонії (PSC) | 2,0%    | 3,8%    |
| Народна партія (PP) | 5,9%    | 5,7%    |
| Ініціатива за Каталонію — Зелені (ICV) | 9,9%    | 4,8%    |
| Республіканська лівиця Каталонії (ERC) | 34,7%   | 36,2%   |
| Громадяни — Громадянська партія (C's) | 0,0%    | 0,0%    |
| Інші | 1,0%    | 1,0%    |